# Paleornitología

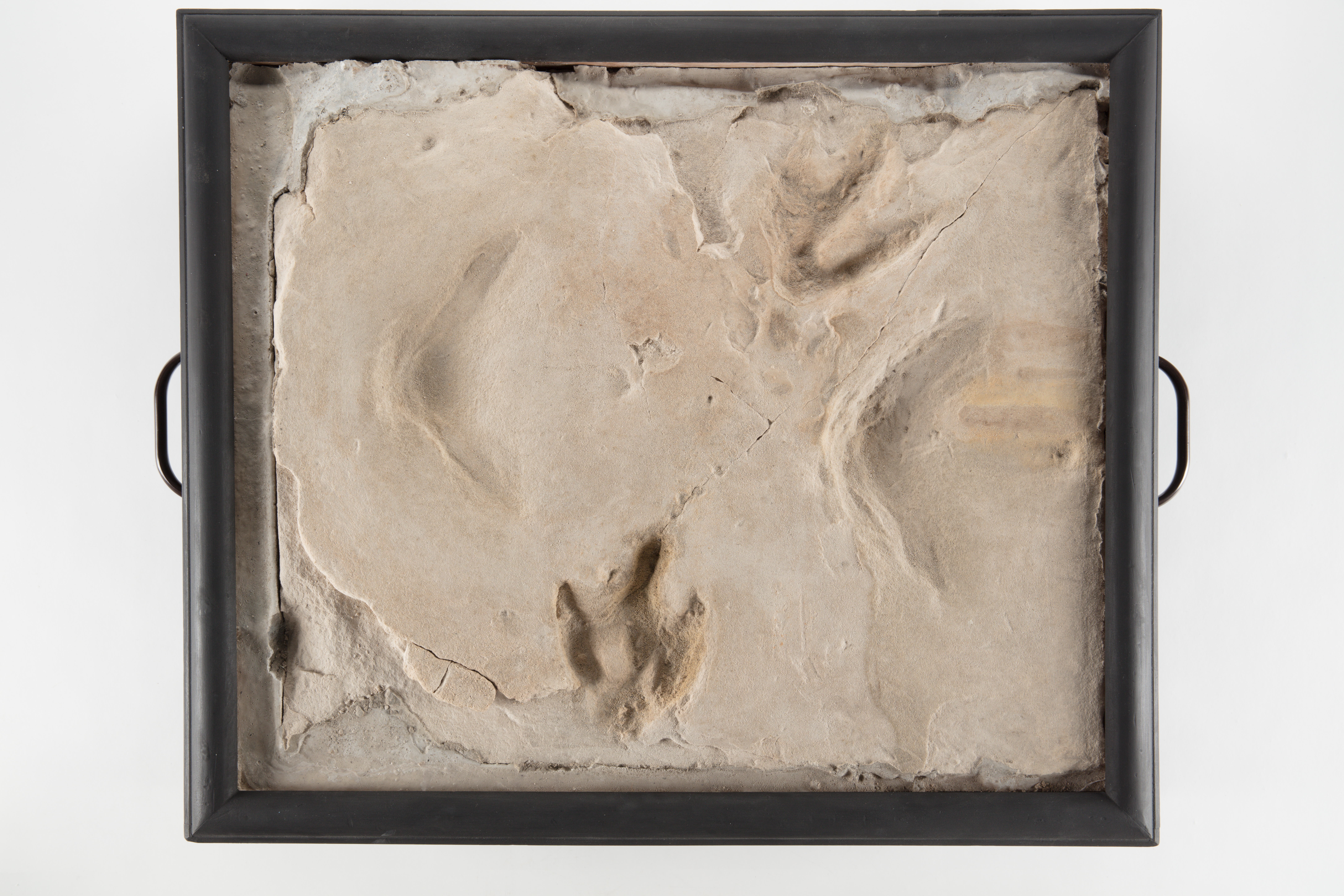
Icnofósil de una pisada de moa procedente de la región de Gisborne, Nueva Zelanda

La paleornitología, también conocida como la paleontología de aves, es el estudio científico de la evolución de las aves y sus restos fósiles. Es entonces un híbrido de la ornitología y la paleontología. La paleornitología comenzó con el descubrimiento de Archaeopteryx y sus características reptilianas, así como la relación de las aves con sus ancestros, los dinosaurios terópodos, son aspectos importantes de la investigación paleornitológica. Otras áreas de interés de los paleornitólogos son las aves marinas antiguas  Ichthyornis, Hesperornis y otras. Entre los paleornitólogos más notables se encuentran Storrs L. Olson, Alexander Wetmore, Alan Feduccia, Cécile Mourer-Chauviré, Philip Ashmole, Pierce Brodkorb, Trevor H. Worthy, Zhou Zhonghe, Yevgeny Kurochkin, Bradley C. Livezey, Gareth J. Dyke, Luis M. Chiappe, Gerald Mayr y David Steadman.